# J. Michael Bishop
Pour les articles homonymes, voir Bishop.
John Michael Bishop (né le 22 février 1936) est un immunologiste et microbiologiste américain qui, en 1989, a obtenu le Prix Nobel de physiologie ou médecine.

## Biographie
Bishop est né à York (Pennsylvanie). Il a suivi des études au Gettysburg College (en) à Gettysburg, puis a obtenu le grade de docteur en médecine à l'université Harvard en 1962.
Il commença sa carrière en travaillant au National Institute of Allergy and Infectious Diseases, qui fait partie du National Institutes of Health. Ensuite, il travailla durant une année au Heinrich Pette Institute (en) à Hambourg en Allemagne avant de rejoindre les effectifs de la faculté de l'Université de la Californie à San Francisco. Depuis 1968, Bishop est resté dans cette faculté.
La notoriété de Bishop est surtout due à son Prix Nobel pour ses travaux sur les oncogènes des Rétrovirus. Par sa collaboration avec Harold E. Varmus et Daisy Dussoix dans les années 1980, il a découvert le premier oncogène humain. Le résultat de leurs découvertes permit de mieux comprendre comment des tumeurs malignes se forment à la suite de changements dans des gènes cellulaires normaux. Ces changements peuvent être produits par des virus, des radiations, ou l'exposition à certains produits chimiques.

## Distinctions

### Prix
- 1982 : Prix Albert-Lasker pour la recherche médicale fondamentale[1]
- 1984 : Prix Gairdner[2]
- 1984 : Prix Alfred P. Sloan, Jr. avec Harold E. Varmus
- 1986 : Prix Dickson dans la catégorie médecine
- 1989 : Prix Nobel de physiologie ou médecine, avec Harold E. Varmus[3]
- 1998 : Prix du Service public de l'ASCB (en)
- 2003 : National Medal of Science[4]

### Sociétés savantes
- Membre de la Société américaine de microbiologie
- Membre de l'American Society for Virology (en)
- Membre de l'Alpha Omega Alpha (en)
- 1980 : Membre de l'Académie nationale des sciences[5]
- 1984 : Membre de l'Académie américaine des arts et des sciences[6]
- 2002 : Membre de l'Academia Europaea[7]
- 2008 : Membre étranger de la Royal Society[8]
- 2017 : Membre de l'American Society for Cell Biology (en)[9]

### Titres honorifiques
- 1991 : Docteur honoris causa de l'université de Miami[10]
- 2004 : Docteur honoris causa de l'université Harvard[11]